# Stonewall-optøjerne
 Der er for få eller ingen kildehenvisninger i denne artikel, hvilket er et problem. Du kan hjælpe ved at angive troværdige kilder til de påstande, som fremføres i artiklen.

Stonewall-optøjerne (engelsk: Stonewall Riots) var en række spontane, militante demonstrationer, der opstod da politiet lavede en razzia i de tidlige morgentimer den 28. juni 1969 på Stonewall Inn i Greenwich Village i New York City. Optøjerne er ofte nævnt som den første hændelse i amerikansk historie, hvor folk i det homoseksuelle miljø kæmpede tilbage mod regeringens systematiske forfølgelse af seksuelle mindretal, og hændelsen markeres derfor som en vigtig forudsætning for den seksuelle kamp for frigørelse og ligeberettigelse.
Tidlige homoseksuelle grupper i USA forsøgte at bevise, at homoseksuelle kunne blive assimileret i samfundet, og de begunstigede ikke-konfronterende ens undervisning for både homo- og heteroseksuelle. Den sidste del af 1960'erne var meget turbulent, da mange sociale bevægelser var aktive, herunder borgerrettighedsbevægelsen, 1960'ernes modkulturer og antikrigsdemonstrationerne. Påvirkninger fra disse miljøer virkede, når det blev lagt sammen med det liberale miljø i Greenwich Village, som katalysatorer for Stonewall-optøjerne.
Homoseksuelle i USA var i 1950'erne og 1960'erne kun velkomne meget få steder, og de steder, hvor de "frit" kunne komme, var ofte barer, selv om ejerne og lederne sjældent selv var homoseksuelle. The Stonewall Inn var på det tidspunkt ejet af mafiaen, og baren havde mange forskellige gæster, men var især kendt for at være populær hos de fattigste og den mest marginaliserede del af det homoseksuelle miljø: Drag queens, repræsentanter for transmiljøet, der nyligt var blevet bevidste om deres situation, feminine unge mænd, trækkerdrenge og hjemløse unge. Politiets angreb på homoseksuelle barer foregik rutinemæssigt i 1960'erne, men politibetjentene mistede hurtigt kontrollen over situationen på Stonewall Inn, hvilket tiltrak en menneskemængde, der blev tilskyndet til optøjer. Spændingerne mellem politiet og de homoseksuelle fra Greenwich Village brød ud i flere protester den følgende aften og igen nætter derpå. Inden for få uger blev beboerne i Greenwich Village i al hast organiseret i aktivistiske grupper, der fokuserede på at oprette flere steder, hvor bøsser og lesbiske kunne være åbne omkring deres seksuelle orientering uden frygt for at blive arresteret.
Efter Stonewall-optøjerne stod bøsser og lesbiske i New York over for køns-, klasse- og generationsmæssige udfordringer, hvis de skulle blive et samlet miljø. I løbet af de første seks måneder blev to homoseksuelle aktivistorganisationer dannet i New York med fokus på konfronterende taktikker, og tre aviser blev dannet for at fremme rettigheder for bøsser og lesbiske. Inden for få år blev der dannet organisationer for homoseksuelles rettigheder overalt i USA og rundt om i verden. Den 28. juni 1970 fandt de første Gay Pride-parader sted i Los Angeles, Chicago og New York på årsdagen for optøjerne. Lignende marcher blev organiseret i andre byer. I dag er der Pride-arrangementer årligt over hele verden i slutningen af juni for at markere Stonewall-optøjerne.
Også i Danmark inspirerede begivenhederne til, at Forbundet af 1948 (i dag LGBT+ Danmark) markerede Christopher Street Liberation Day 27. juni 1971. I Danmark var forholdene for homoseksuelle langt bedre end i USA, men man havde fra starten også fokus på bl.a. bekæmpelse af racisme. Danske parader fortsatte i de følgende årtier, og fra slutningen af 1990'erne blev de til sin egen forening, fra 2004 under navnet Copenhagen Pride.